# Golden Cup masculina 2006
La Golden Cup 2006 - Memorial Àlex Ros, promocionada sota la denominació Grup Tarradellas Cup 2006, fou una competició d'hoquei sobre patins disputada a Blanes del 29 de juny al 2 de juliol de 2006 amb la participació de les seleccions nacionals masculines de Catalunya, Itàlia, França, Alemanya, Suïssa i l'equip amfitrió, el Blanes Hoquei Club.

## Primera fase

### Grup A
| Equip  | Pts | PJ | PG | PE | PP | GF | GC | DG |
| ------ | --- | -- | -- | -- | -- | -- | -- | -- |
| Itàlia | 6   | 2  | 2  | 0  | 0  | 11 | 5  | +6 |
| Suïssa | 3   | 2  | 1  | 0  | 1  | 8  | 7  | +1 |
| França | 0   | 2  | 0  | 0  | 2  | 3  | 10 | -7 |

| 29 de juny de 2006 18:00                                         |     |                                            |                                                         |
| Itàlia                                                           | 5-4 | Suïssa                                     | Pavelló d'Esports de Blanes Àrbitres: Vidal i Aragonès. |
| Dolce 5', 11' M. Bertolucci 34' A. Bertolucci 46' D. Motaran 49' |     | Desponds 29' Müller 38'(p), 42' Geiser 43' | Pavelló d'Esports de Blanes Àrbitres: Vidal i Aragonès. |

| 29 de juny de 2006 22:00 |     |                                                      |                                                      |
| França                   | 2-4 | Suïssa                                               | Pavelló d'Esports de Blanes Àrbitres: Prades i Grima |
| Hourcq 8' Huvelin 32'    |     | García Méndez 9' Jimenez 14' Brentini 36' Munger 39' | Pavelló d'Esports de Blanes Àrbitres: Prades i Grima |

| 30 de juny de 2006 20:00 |     |                                                              |                                                         |
| França                   | 1-6 | Itàlia                                                       | Pavelló d'Esports de Blanes Àrbitres: Molina i Valverde |
| Huvelin 17'              |     | Squeo 6' Dolce 16' M. Bertolucci 18', 23'(fd), 40' Cocco 45' | Pavelló d'Esports de Blanes Àrbitres: Molina i Valverde |

### Grup B
| Equip     | Pts | PJ | PG | PE | PP | GF | GC | DG  |
| --------- | --- | -- | -- | -- | -- | -- | -- | --- |
| Blanes HC | 4   | 2  | 1  | 1  | 0  | 11 | 2  | +9  |
| Catalunya | 4   | 2  | 1  | 1  | 0  | 9  | 6  | +3  |
| Alemanya  | 0   | 2  | 0  | 0  | 2  | 4  | 16 | -12 |

| 29 de juny de 2006 20:00                                             |     |          |                             |
| Blanes HC                                                            | 9-0 | Alemanya | Pavelló d'Esports de Blanes |
| Benito 6', 26', 26', 27' Raed 9', 20'(p), 21' Lladó 21' Formatgé 23' |     |          | Pavelló d'Esports de Blanes |

| 30 de juny de 2006 18:00                                          |     |                                               |                                                        |
| Catalunya                                                         | 7-4 | Alemanya                                      | Pavelló d'Esports de Blanes Àrbitres: Vidal i Aragonès |
| Busquets 2' Adroher 13', 23', 49' Tibau 33' Masoliver 34'(p), 48' |     | Boermann 17' Wochmik 18' Bender 30' Haupt 39' | Pavelló d'Esports de Blanes Àrbitres: Vidal i Aragonès |

| 30 de juny de 2006 22:00       |     |                    |                                                     |
| Blanes HC                      | 2-2 | Catalunya          | Pavelló d'Esports de Blanes Àrbitres: Grima i Galan |
| J. Garcia 42' Masoliver 46'(p) |     | Lladó 18' Raed 34' | Pavelló d'Esports de Blanes Àrbitres: Grima i Galan |

## Segona fase
|  | Semifinals                                       | Semifinals                                       |   |                                                  | Final                                            | Final |
|  |                                                  |                                                  |   |                                                  |                                                  |       |
|  | 1 de juliol - Blanes Pavelló d'Esports de Blanes |                                                  |   |                                                  |                                                  |       |
|  | Itàlia                                           | 8                                                |   |                                                  |                                                  |       |
|  | Catalunya                                        | 6                                                |   |                                                  |                                                  |       |
|  |                                                  |                                                  |   |                                                  |                                                  |       |
|  |                                                  |                                                  |   |                                                  | 2 de juliol - Blanes Pavelló d'Esports de Blanes |       |
|  |                                                  |                                                  |   |                                                  | Itàlia                                           | 1     |
|  |                                                  | Blanes HC                                        | 2 |                                                  |                                                  |       |
|  |                                                  |                                                  |   |                                                  |                                                  |       |
|  |                                                  |                                                  |   |                                                  |                                                  |       |
|  |                                                  |                                                  |   |                                                  | Tercer lloc                                      |       |
|  | 1 de juliol - Blanes Pavelló d'Esports de Blanes | 1 de juliol - Blanes Pavelló d'Esports de Blanes |   | 2 de juliol - Blanes Pavelló d'Esports de Blanes | 2 de juliol - Blanes Pavelló d'Esports de Blanes |       |
|  | Blanes HC                                        | 7                                                |   | Catalunya                                        | 5                                                |       |
|  | Suïssa                                           | 2                                                |   |                                                  | Suïssa                                           | 3     |

### Semifinal 1
| 1 de juliol de 2006 17:30                                           |     |                                                               |                                                      |
| Itàlia                                                              | 8-6 | Catalunya                                                     | Pavelló d'Esports de Blanes Àrbitres: Vidal i Prades |
| D. Motaran 13', 18', 19', 31' M. Bertolucci 24', 32' Dolce 32', 34' |     | Busquets 5' Tibau 12', 26' Masoliver 32' Adroher 35', 36' (p) | Pavelló d'Esports de Blanes Àrbitres: Vidal i Prades |

### Semifinal 2
| 1 de juliol de 2006 21:30                                                            |     |                           |                                                     |
| Blanes HC                                                                            | 7-2 | Suïssa                    | Pavelló d'Esports de Blanes Àrbitres: Grima i Galan |
| Raed 3' Benito 14' K. Ridaura 22' A. Ridaura 24' Armengol 27' Formatgé 36' Plaza 49' |     | Desponds 10' Brentini 11' | Pavelló d'Esports de Blanes Àrbitres: Grima i Galan |

### Cinquè i sisè lloc
| 1 de juliol de 2006 19:30                            |     |             |                             |
| França                                               | 5-1 | Alemanya    | Pavelló d'Esports de Blanes |
| Tarassioux 20', 27' Guilbert 37' Lucas 49' Hourq 49' |     | Kutscha 23' | Pavelló d'Esports de Blanes |

### Tercer i quart lloc
| 2 de juliol de 2006 18:00                                   |     |                                         |                                                      |
| Catalunya                                                   | 5-3 | Suïssa                                  | Pavelló d'Esports de Blanes Àrbitres: Molina i Galan |
| Guillen 19' Tibau 30' Caldú 28' Adroher 38' (p) Cáceres 39' |     | Müller 8' (p) Desponds 14' Brentini 20' | Pavelló d'Esports de Blanes Àrbitres: Molina i Galan |

### Final
| 2 de juliol de 2006 20:45 |     |                   |                                                        |
| Blanes HC                 | 2-1 | Itàlia            | Pavelló d'Esports de Blanes Àrbitres: Vidal i Aragonès |
| Benito 8' Raed 43' (p)    |     | A. Bertolucci 23' | Pavelló d'Esports de Blanes Àrbitres: Vidal i Aragonès |

|                           |
| Campió BLANES HOQUEI CLUB |

## Classificació final
| Classificació final | Classificació final |
| ------------------- | ------------------- |
| 1r                  | Blanes HC           |
| 2n                  | Itàlia              |
| 3r                  | Catalunya           |
| 4t                  | Suïssa              |
| 5è                  | França              |
| 6è                  | Alemanya            |